# Amblimont
Amblimont è un comune francese di 145 abitanti situato nel dipartimento delle Ardenne nella regione del Grand Est. Il 1º gennaio 2016 fu accorpato al comune di Mouzon.

## Società

### Evoluzione demografica
Abitanti censiti